# Каламоначи
Каламоначи (итал. Calamonaci) — коммуна в Италии, располагается в регионе Сицилия, подчиняется административному центру Агридженто.
Население составляет 1525 человек, плотность населения составляет 48 чел./км². Занимает площадь 32 км². Почтовый индекс — 92010. Телефонный код — 0925.
Покровителем населённого пункта считается святой Викентий Феррер.